# Pakt lanckoroński
Pakt lanckoroński – porozumienie partii centrowych i prawicowych: Polskiego Stronnictwa Ludowego „Piast”, Związku Ludowo-Narodowego i Chrześcijańsko-Narodowego Stronnictwa Pracy, zawarte 17 maja 1923 w Warszawie w mieszkaniu jednego z przywódców ZLN Juliusza Zdanowskiego (a nie, jak niekiedy się błędnie podaje, w Lanckoronie). Nazwa paktu pochodzi od tego, iż jego warunki negocjowano w posiadłości senatora Ludwika Hammerlinga, reprezentującego okręg wyborczy Lanckorona, w sprawie utworzenia większości sejmowej przez partie-sygnatariuszy paktu.

## Charakterystyka porozumienia
Pakt przewidywał, że:
- państwo i samorząd powinny odzwierciedlać narodowy charakter II Rzeczypospolitej, a rząd winni tworzyć wyłącznie Polacy
- większą niż dotychczas rolę w państwie uzyska Kościół katolicki
- nastąpi wzmożona polonizacja Kresów Wschodnich
- wprowadzony zostanie rozdział liczby miejsc w całym szkolnictwie według proporcji narodowościowej ludności w państwie (tzw. zasada numerus clausus)
- przyspieszona zostanie parcelacja rolna (przynajmniej 200 tys. hektarów rocznie, odpowiednią ustawę uchwalono 28 grudnia 1925 r. Dz.U. z 1926 r. nr 1, poz. 1).

Skutkiem podpisania paktu było powstanie 28 maja 1923 I rządu Chjeno-Piasta.
W wyniku paktu lanckorońskiego rząd Władysława Sikorskiego podał się do dymisji, a 28 maja 1923 prezydent Stanisław Wojciechowski powierzył misję utworzenia nowego gabinetu Wincentemu Witosowi. Ministrem skarbu w tym rządzie został Władysław Grabski. W skład rządu Wincentego Witosa weszli przedstawiciele endecji, chadecji i „Piasta”. Po ostrym starciu z gen. Stanisławem Szeptyckim, Józef Piłsudski zrzekł się przewodnictwa Ścisłej Rady Wojennej. Oświadczył, że jako żołnierz nie może bronić rządu złożonego z przedstawicieli partii odpowiedzialnych za śmierć Gabriela Narutowicza i odsunął się z życia politycznego w zacisze willi w Sulejówku.